# Vioolconcert (Lindberg)
Magnus Lindberg voltooide zijn Vioolconcert in 2006. Opdracht voor dit werk werd gegeven door een aantal instanties waaronder het Lincoln Center for the Performing Arts, Barbican Center en het Kamerorkest van Zweden.

## Muziek
Lindbergs composities staan meestal garant voor een strijd tussen virtuositeit en stevigheid. Dit wordt bereikt door techniek af te wisselen met een betonnen fundering. Lindberg kwam tot deze compositiestijl door af te zien van invloeden van de tijdens zijn leerperiode altijd aanwezige overhand van Jean Sibelius als Finse componist. Echter rond het jaar 2000 kwam er een kleine kentering in de stijl van Lindberg, hij dreef toch langzaam naar Sibelius toe. De componist gaf dat zelf ook toe; in eerste instantie ontkende hij Sibelius, maar na die kentering bleek de invloed van Sibelius belangrijker dan hijzelf had gedacht.
Dit vioolconcert wijkt af van zijn standaardrepertoire. Dit komt mede doordat het concerto is geschreven voor een ensemble dat bestaat uit een Mozart-samenstelling, ver richting kamermuziek van Lindberg, gezien het feit dat hij meestal voor groot symfonieorkest schreef (wanneer een orkestcompositie uit zijn pen vloeide). Wat overbleef was de hoge graad van techniek, die nodig is om dit werk naar behoren uit te voeren, daarbij gebruikt de componist het volledige register van de viool, die van hoog naar laag en andersom wordt gestreken en geplukt. Het “beton” is zeker niet weg, de overblijfselen daarvan zijn te horen als het solimuziekinstrument van hoog naar laag afdaalt en eindigt op het fundament gelegd door de contrabassen. Het werk ging in première tijdens een Mozartfestival in New York; soliste was Liza Batiasjvili met het Mozart Festival Orchestra onder leiding van Louis Langré.

### Delen
Het concert heeft de traditionele driedelige structuur simpelweg deel 1, 2 en 3 genaamd. De muziek wordt echter achter elkaar doorgespeeld. De verdeling qua tijdsduur is opvallen; deel 1 met 12 minuten, gevolgd 10 minuten voor deel 2 en slechts 4 minuten voor het derde deel. Het werk begint met solist en begeleiding die als het ware uit de mist tevoorschijn komen en de muziek langzaam tot bloei laten komen. Daarbij is de sfeer koud en spookachtig. Dit verdwijnt langzaam, maar komt aan het slot weer terug. Alhoewel een slotakkoord is te horen, lijkt de compositie plotseling op te houden; de is weg zonder dat je dat merkt.

### Orkestratie
- soloviool
- 2 hobo’s, 2 fagotten
- 2 hoorns,
- violen, altviolen, celli, contrabassen

## Discografie
- Uitgave Sony Classical: Liza Batiasjvili met het Fins Radiosymfonieorkest o.l.v. Sakari Oramo opname 2007; combinatie met het Vioolconcert van Sibelius.